# ピエモンテ (小惑星)
ピエモンテ (5162 Piemonte) は小惑星帯に位置する小惑星。ローウェル天文台でエドワード・ボーエルが発見した。
イタリア共和国北西部のピエモンテ州から命名された。